# Антонелли, Леонардо
Леонардо Антонелли (итал. Leonardo Antonelli; 6 ноября 1730, Сенигаллия, Анкона, Марке, Папская область — 23 января 1811, там же) — итальянский куриальный кардинал. Племянник кардинала Николо Мария Антонелли. Префект Священной Конгрегации Пропаганды Веры с 2 мая 1780 по 27 февраля 1795. Камерленго Священной Коллегии кардиналов с 25 июня 1784 по 1785. Префект Верховного Трибунала Апостольской Сигнатуры Правосудия с 27 февраля 1795 по 26 декабря 1801. Префект Священной Конгрегации коррекции Книг Восточной Церкви с 1796 по 23 января 1811. Вице-декан Священной Коллегии кардиналов с 2 апреля 1800 по 3 августа 1807. Секретарь Верховной Священной Конгрегации Римской и Вселенской Инквизиции с 8 ноября 1800 по 23 января 1811. Великий пенитенциарий с 22 декабря 1801 по 23 января 1811. Декан Священной Коллегии кардиналов и Префект Священной Конгрегации Церемониала с 3 августа 1807 по 23 января 1811. Кардинал-священник с 24 апреля 1775, с титулом церкви Санта-Сабина с 29 мая 1775 по 21 февраля 1794. Кардинал-епископ Палестрины с 21 февраля 1794 по 2 апреля 1800. Кардинал-епископ Порто и Санта-Руфина с 2 апреля 1800 по 3 августа 1807. Кардинал-епископ Остии и Веллетри с 3 августа 1807 по 23 января 1811.